# Beresk
Beresk (ukr. Береськ) – wieś na Ukrainie w rejonie rożyszczeńskim obwodu wołyńskiego. Zamieszkuje ją 705 оsób.

## Historia
W 1575 r. wieś należała do Michała Berestki, w 1577 r. do księcia Romana Sanguszki, w 1583 r. do jego syna Fiodora, w 1589 r. do Stanisława Radzimińskiego, którą wniosła mu w posagu małżeńskim Fiodora – córka Romana. W 1648 r. wieś należała do Andrzeja Czaplica Szpanowskiego – starosty horodeckiego – w czasach Czapliców Szpanowskich w Beresku rozwijała się wspólnota braci polskich. W późniejszym okresie osada należała do Borowskich i Todwenów. W końcu XIX w. znajdowała się w powiecie włodzimierskim i gminie Kisielin – była w niej wówczas cerkiew i wiatrak, a zamieszkiwało ją 667 osób.